# Corporate Communication
Corporate Communication er en dansk kortfilm fra 2013 instrueret af Jannik Dahl Pedersen.

## Handling
Denne artikel mangler et handlingsreferat. Hjælp os med at skrive det.

## Medvirkende
- Christian Kejser Birkedal, Mand
- Eja Due, Kvinde